# حسین مددی (بازیکن فوتبال، زاده ۱۳۳۱)
حسین مددی (زادهٔ ۳ فروردین ۱۳۳۱) بازیکن فوتبال متولد شیراز - ایران است که در پست مهاجم برای باشگاه‌های فوتبال تاج شیراز و فوتبال تاج تهران و فوتبال برق شیراز بازی می‌کرده‌است.

## زندگی‌نامه
مددی پس از فارغ‌التحصیلی در رشته تربیت بدنی از دانشگاه تهران در تیم‌های تاج شیراز سپس تاج تهران (استقلال تهران) و در نهایت در تیم برق شیراز در پست مهاجم بازی کرده‌است.
او پس از خداحافظی با فوتبال حرفه‌ای به عنوان استاد و مسئول تربیت بدنی به استخدام دانشگاه فنی و مهندسی شیراز درآمد.